# Туристичний бренд України
Розробку туристи́чного бре́нду Украї́ни було реалізовано Державним агентством України з туризму та курортів  на кошти гранту, наданого Німецьким товариством з міжнародного співробітництва (GIZ) в Україні. Над проєктом працювала робоча група у складі команди «ВікіСітіНоміка», дизайн-студії «Королівські митці» та агентства «Brandhouse». Презентація бренду відбулась 21 березня 2014 року в м. Києві під час конференції «Популяризація іміджу України та її туристичних можливостей».

## Логотип

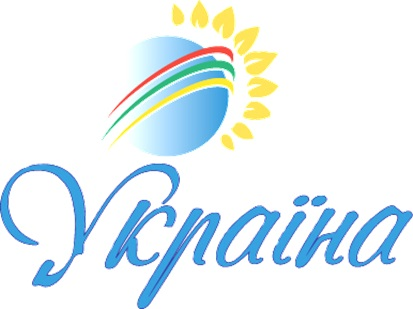
2002—2006
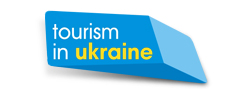
2008—2010
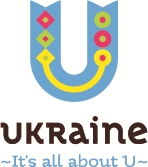
2014
2018

## Слоган
- Ukraine: It's all about U
- Україна: свобода бути собою

## Історія
- З 2002 по 2006 існував інший туристичний бренд України, розроблений державним підприємством «Національна туристична організація»[6] при Державній туристичній адміністрації України
- з 2008 по 2010 роки використовувався інший туристичний бренд, розроблений державним підприємством «Національний туристичний офіс»[7] при Державній службі туризму та курортів Міністерства культури і туризму України.
- Ukraine NOW — бренд України, розроблений креативною компанією Banda Agency та схвалений Урядом 10 травня 2018 року[8]. Головною ціллю було сформувати позитивний образ України серед міжнародної спільноти, привернути увагу іноземних інвесторів та покращити туристичний потенціал.